# Bartolomeo d'Avanzo
Bartolomeo d'Avanzo (né le 3 juillet 1811 à Avella en Italie, et mort le 20 octobre 1884 à Avella) est un cardinal italien du XIXe siècle. Il est le fils d'un médecin.

## Biographie
Bartolomeo d'Avanzo  est professeur du séminaire et chanoine à Nola. Il est secrétaire de l'Accademia di Religione Cattolica.
Il est nommé évêque de Castellaneta en 1851 et transféré au diocèse de Calvi e Teano. D'Avanzo est victime d'un attentat sur sa vie en 1860. À cause de l'attentat et de  la situation politique du temps, il ne peut plus revenir à Calvi et réside dans un couvent à Sorrente. Il participe au concile de Vatican I en 1869-1870.
Le pape Pie IX le crée cardinal lors du consistoire du 2 avril 1876. D'Avanzo participe  conclave de 1878, lors duquel Léon XIII est élu pape.

## Succession apostolique
Bartolomeo d'Avanzo a ordonné les évêques suivants :
- Évêque Michele Mautone (1876)
- Évêque Francesco Macarone (1877)